# کونراد هیبندال
کونراد هیبندال (هلندی: Coenraad Hiebendaal; ۱۰ آوریل ۱۸۷۹ – ۳ ژوئن ۱۹۲۱) قایقران روئینگ اهل هلند بود.